# Rosochatka
Rosochatka – borowiacka wieś letniskowa w Polsce, położona w województwie kujawsko-pomorskim, w powiecie tucholskim, w gminie Śliwice, na obszarze Borów Tucholskich, w pobliżu trasy magistrali węglowej Maksymilianowo – Kościerzyna – Gdynia.
W latach 1975–1998 miejscowość administracyjnie należała do województwa bydgoskiego. Według Narodowego Spisu Powszechnego (III 2011 r.) liczyła 256 mieszkańców. Wraz z miejscowością Okoniny Nadjeziorne (którą też zamieszkuje 256 osób), jest czwartą co do wielkości miejscowością gminy Śliwice.

## Historia
W roku 1773 w Rosochatce zamieszkiwało 27 osób: 5 rolników, 1 zagrodnik oraz 1 owczarz posiadający 20 owiec, bez gruntu. Oprócz podatku od rolników i opłaty zastępującej szarwark mieszkańcy płacili Kościołowi dziesięcinę w wysokości 2 korców żyta i 2 korców owsa rocznie. Inwentarz gospodarski stanowiły 22 woły i 95 owiec.
8 maja 1881 wieś padła ofiarą pożaru – w ciągu 2 godzin spłonęło 15 domów, w których zginęło kilkoro dzieci.
W okresie PRL we wsi funkcjonowało Koło Gospodyń Wiejskich.
Budynek szkoły powstał w latach 1884–1886. Jest to masywna budowla na kamiennych fundamentach. Do obwodu szkolnego znajdującej się we wsi czteroklasowej szkoły należały dzieci z Rosochatki, Okonin Polskich, Główki, Zwierzyńca, a po likwidacji tamtejszych szkół, także z Lipowej (od 1975) i Lubocienia. Funkcjonował tu m.in. amatorski teatr szkolny. Od roku 1957 szkoła posiadała status siedmioklasowej, a następnie ośmioklasowej. W tym czasie z braku miejsca korzystano również z sali w domu p. Sabiniarza, pełniącej również funkcję sali tanecznej i kina wiejskiego. W późniejszym czasie imprezy te organizowano w nowej remizie OSP, gdzie mieścił się także Klub Prasy i Książki. Po jego likwidacji sala w remizie została przeznaczona na cele oświatowe. Powstała w niej czwarta klasa szkoły podstawowej i dwa pomieszczenia biurowe. W 1999 szkołę zlikwidowano, a budynek przeznaczono na mieszkania dla nauczycieli. Od 2004 służy on jako mieszkanie socjalne.
W 1970 mieszkańcy wsi zbudowali w czynie społecznym przystanek kolejowy na przebiegającej tędy magistrali węglowej. W czynie społecznym powstała również remiza strażacka, na której ścianie umieszczona jest pamiątkowa tablica odsłonięta podczas uroczystości poświęcenia linii wodociągowej dla Rosochatki.
W 1997 we wsi zlokalizowano gminne składowisko odpadów komunalnych (zamknięte w 2015). W 2001 postawiono maszt telefonii komórkowej Plus GSM. 2004 we wsi funkcjonowały dwa sklepy spożywczo-przemysłowe: w sali remizy strażackiej i w sprywatyzowanym sklepie GS-u.
We wsi znajdują się następujące miejsca kultu:
- obok szkoły, na rozstajach dróg prowadzących w kierunku Główki i Zwierzyńca – stary krzyż ogrodzony drewnianym płotkiem
- przy rozwidleniu dróg w kierunku Lińska – kapliczka z figurą Matki Bożej u dołu i drewnianą figurką św. Rocha u góry; miejsce odprawiania nabożeństw majowych
- na skraju osady, przy wyjeździe w kierunku Śliwic – odbudowana po II wojnie światowej kapliczka z figurą św. Rozalii, która do czasu zniszczenia przez okupanta stała ok. 100 m. bliżej centrum wsi. Poprzednia kapliczka św. Rozalii była wzniesiona przy prawdopodobnym miejscu pochówku zmarłych w wyniku epidemii[4].